# Sarah Gavron
Sarah Gavron, född 1970, är en brittisk filmregissör. 

## Filmografi (i urval)
- 2007 – Brick Lane
- 2015 – Suffragette
- 2019 – Rocks